# Ford V8
Der Ford V8 war ein PKW-Modell mit Achtzylinder-V-Motor von Ford, das von 1932 bis 1940 gebaut wurde.
Es gab den Ford V8 insgesamt in vierzehn verschiedenen Karosserievarianten, jedoch nicht alle Varianten über die gesamte Bauzeit. Zweitürige geschlossene Varianten hießen Tudor, es gab sie als Three- oder Five Window-Version. Diese Bezeichnung wurde auch bei den Coupés genutzt, jedoch ohne den Zusatz „Tudor“. Die viertürige geschlossene Version bekam den Namen Fordor.
Mit dem Roadster und dem Cabriolet (Convertible) gab es auch sportliche Versionen und darüber hinaus einen Kombi (Station Wagon). Zeitweilig wurde ein viertüriges Cabriolet unter dem Namen Phaeton angeboten.
Mit dem gleichen V8-Motor erschien zusätzlich der Lkw Ford Modell V8-51.

## Modelle Jahr für Jahr

### Modell 18 (1932)
Im April 1932 präsentierte das Unternehmen erstmals einen V8-Motor (mit einem Zylinderbankwinkel von 90°) in einem modifizierten A-Modell. Die Vorstellung des neuen Wagens stieß auf ein gewaltiges Publikumsinteresse, da Ford erstmals einen Motor mit acht Zylindern in einem für den Massenmarkt konzipierten PKW vorstellte. Dies war möglich, da der Motorblock aus einem Stück gegossen wurde. Aufgrund der Form der Zylinderköpfe wurde der Motor „Flathead“ genannt.

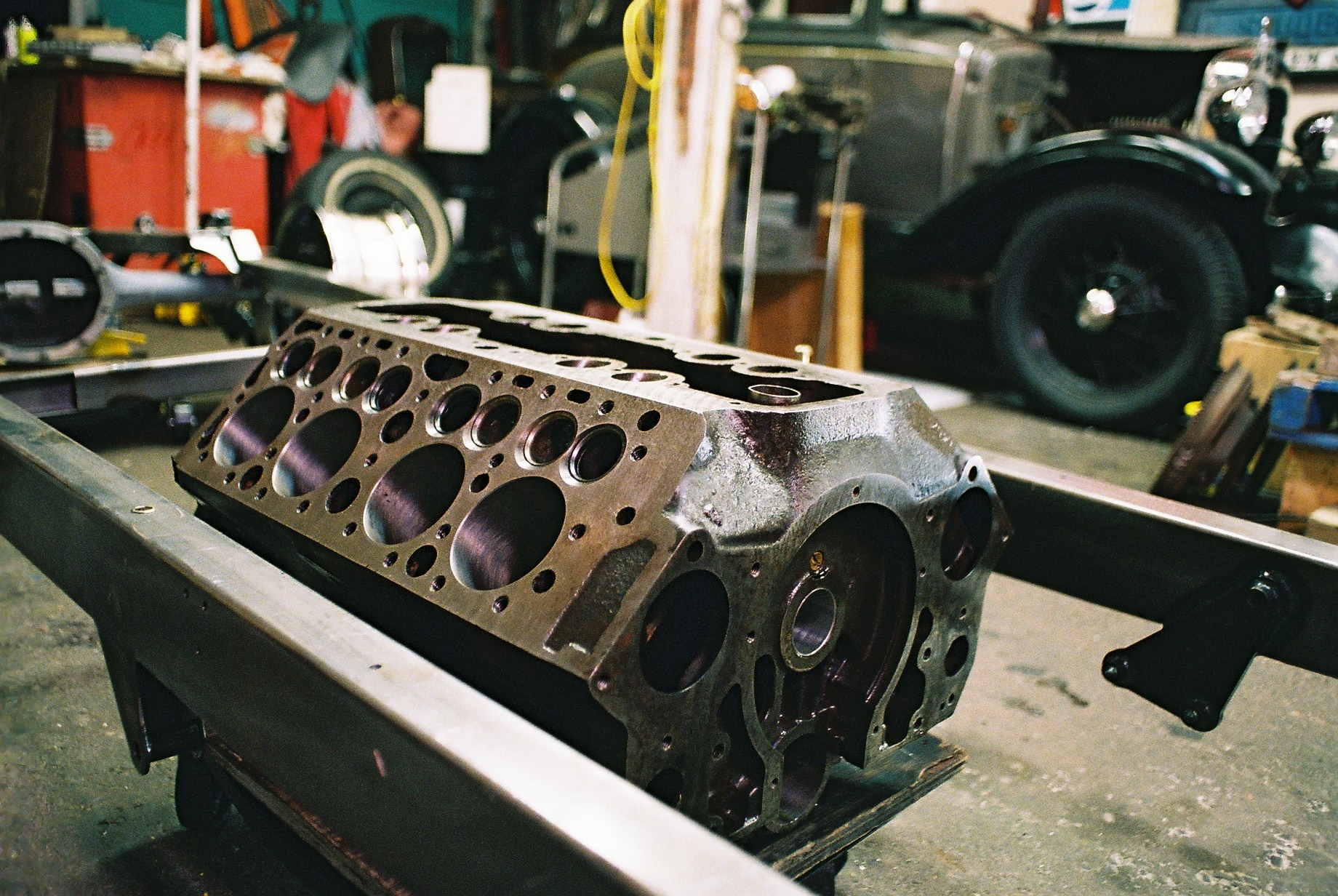
Motorblock V8

Hinzu kam, dass das Ereignis mit dem Höhepunkt der Wirtschaftskrise in den USA zusammenfiel. Der Wagen hat einen Hubraum von 3622 cm³ und gab 65 bhp (48 kW) bei 3400/min ab. Steuerlich war der Wagen als „30 PS“ eingestuft. Über eine Einscheibentrockenkupplung, ein handgeschaltetes Dreiganggetriebe mit Schalthebel in der Fahrzeugmitte und eine Kardanwelle werden die Hinterräder angetrieben. Die Trommelbremsen an allen vier Rädern sind mechanisch über Seilzüge betätigt. Dieser erste Ford V8 wurde als Modell 18 bezeichnet.
Seine Karosserie war die gleiche wie die des Ford Modell B mit Vierzylinder-Motor. Außer den Zweitürern gab es auch einen viertürigen Phaeton und eine viertürige Limousine, jeweils in Standard- und Luxusausführung. Am häufigsten wurde die zweitürige Limousine in Standard-Ausführung geordert.
Insgesamt entstanden 178.749 Exemplare des Modells 18.

„Dieser V 8 Ford kommt als Großserienwagen zu einem Preis auf den Markt, der seinem Besitzer alle Illusionen des großen Touren-, ja sogar des Luxuswagens um ein Minimum gewährt. Höchstgeschwindigkeit 130 km, Straßenlage sehr gut, Beschleunigung ebenso.“

### Modell 40 und 40B (1933–1934)
Im Februar 1933 wurde der Nachfolger vorgestellt, das Modell 40. Er hatte ein verbessertes Fahrgestell mit X-Rahmen und einen längeren Radstand (2.845 mm gegenüber 2.692 mm im Vorjahr). Der Wagen bekam auch eine völlig neue Karosserie. Mit dem Modelljahr 1933 führte Ford-Chefdesigner Edsel Ford ein neues, von der „Streamline“-Welle deutlich beeinflusstes Design ein. Weitere Neuigkeiten waren eine längere Motorhaube und verlängerte Kotflügel. Dadurch wurde der Wagen länger und niedriger und somit auch schwerer. Bei geschlossenen Modellen waren die Türen nun erstmals vorne angeschlagen. Der Hubraum war zwar gleich geblieben, aber der überarbeitete Motor leistete nun 75 bhp (55 kW) bei 3.800/min.
Die zweisitzigen Coupés wurden in 3- oder 5-Fenster-Ausführung angeboten. Sie hatten wahlweise einen aufklappbaren Rücksitz („Schwiegermuttersitz“). Erstmals gab es auch einen fünftürigen Kombi („Woody“), dessen Wagenseiten hinter der Spritzwand in Holz gehalten waren.
Auch im Folgejahr wurde das Modell als 40B praktisch unverändert weitergebaut. Das Vierzylindermodell C war zumindest in den USA allerdings weggefallen, sodass der V8 dort das einzige Fordmodell in diesem Jahr war. Der 40B unterscheidet sich vom Vorgänger durch einen markanteren Chrom-Kühlergrill, einen lackierten (statt verchromten) Instrumententräger und Seitenscheiben mit einer zusätzlichen Ventilations-Funktion: Durch Betätigen der Fensterkurbel über einen Anschlagpunkt hinaus schiebt sich die Scheibe einige Zentimeter nach hinten, wodurch sich vorne ein Belüftungsschlitz ergibt. Der V8-Motor erhielt einen neuen Vergaser und weitere 10 bhp mehr und gab nun 85 bhp (62,5 kW) bei 3.800/min ab.
Vom Modell 40 wurden 304.948 Stück im Jahre 1933 gebaut, 513.063 Exemplare entstanden 1934. Von 1936 bis 1942 baute das sowjetische Gorkowski Awtomobilny Sawod mit dem GAZ-M1 ein auf dem Modell 40 basierendes Fahrzeug.

### Modell 48 (1935)
Das neue Modell 48 sah dem Vorgänger ähnlich, allerdings wurde die Karosserie jetzt noch rundlicher. Die Aufbauten waren etwas niedriger, die Wagen aber nochmals schwerer. In diesem Jahr konnten Käufer die Limousine zum ersten Mal mit integriertem Kofferraum bestellen. Im Modelljahr 1935 begann Ford erstmals die Produktion von Kombis mit Holzaufbauten im eigenen Werk in Iron Mountain, Michigan. Bis dahin wurden die Station Wagon genannten Kombis bei Murray and Briggs in Detroit montiert.

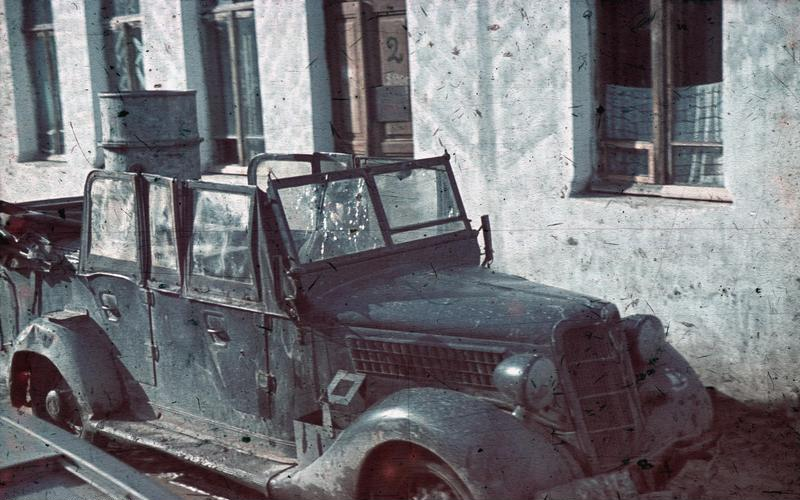
Modell 48 als Kübelwagen, nach Partisanenüberfall mit durchschossener Autoscheibe

Das Modell 48 wurde auch von der Wehrmacht als Kübelwagen eingesetzt. Das Fahrzeug hatte glatte Türen mit einfachen Griffen und ein Cabrioverdeck. 
Das Modell 48 wurde 942.439 mal gebaut. 

### Modell 68 (1936)
Das Modell 68 war ein ohne große Veränderungen aus dem Vorjahr übernommenes Modell 48. Lediglich Frontpartie und Kotflügel waren etwas verändert worden. Anstatt Speichenrädern gab es nun Räder aus Pressstahl. In der Palette der Aufbauten war ein viertüriges Limousinen-Cabriolet neu.
791.812 Exemplare des Modells 68 entstanden. Eines davon war Gesamtsieger der Rallye Monte Carlo.

### Modelle 74 und 78 (1937)
Die Karosserien der 1937er-Modelle waren deutlich überarbeitet worden. Sie hatten nun einen gepfeilten und nach hinten geneigten Kühlergrill. Die Frontscheinwerfer waren erstmals in die vorderen Kotflügel integriert. Dem „großen“ Modell 78 mit dem bekannten Motor wurde ein Modell 74 mit kleinerem V8-Motor (2228 cm³, 60 bhp / 44 kW bei 3.600/min), auch mit seitlichen Ventilen zur Seite gestellt, das nur mit den vier Standard-Aufbauten Limousine 2/4 Türen und Touring-Limousine 2/4 Türen verfügbar war. Die Verkaufszahlen des kleinen V8-Modells entsprachen jedoch nicht den Erwartungen, wofür hauptsächlich die geringe Leistung des Motors verantwortlich gemacht wurde.
Insgesamt entstanden 848.608 Wagen der Modelle 74 und 78.

### Modelle 81A und 82A (1938)

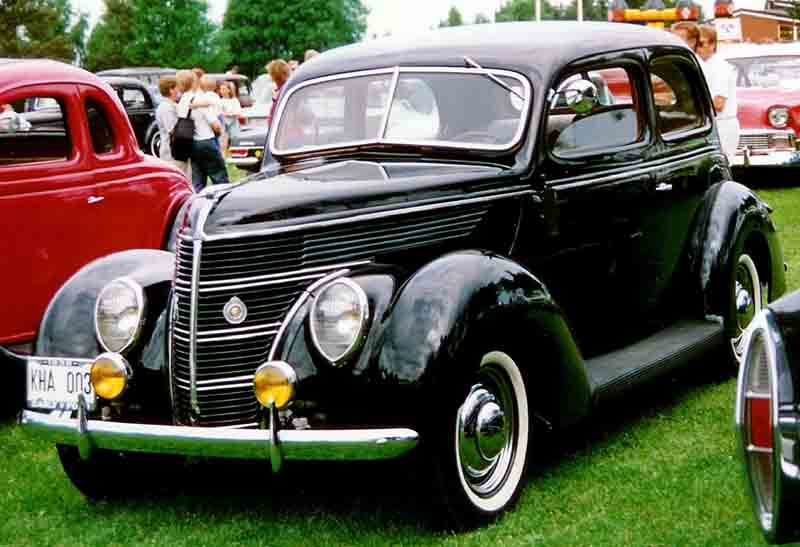
Ford V8 Standard Tudor Modell 82A (1938)

1938 wurde die Autoindustrie der USA erneut von einer Wirtschaftskrise geschüttelt. Ford versuchte darauf zu reagieren, indem nunmehr zwei Modelle statt wie bisher nur eines in verschiedenen Varianten angeboten wurden. Das Modell 74 des Vorjahres wurde ohne große Veränderungen im Styling als Modell 82A Standard übernommen. Das Modell 78, nunmehr Modell 81A Deluxe, wurde jedoch gründlich überarbeitet. Das neue Modell hatte stärker geschwungene Kotflügel und eine nach hinten fliehende Motorhaube. Technisch hatte sich praktisch nichts verändert. Mit der zweigeteilten Modelllinie des Jahres 1938 bereitete Ford die Einführung der neuen Mittelklassemarke Mercury im Folgejahr vor, die preislich über den bekannten Ford-Modellen liegen würde. Der zweisitzige Roadster wurde nicht mehr angeboten. Den Standard gab es nur als „Tudor“ (2-türige Limousine), „Fordor“ (viertürige Limousine) und als Coupé.
Von den Modellen 81A und 82A wurden 410.048 Stück gebaut.

### Modelle 91A und 92A (1939)

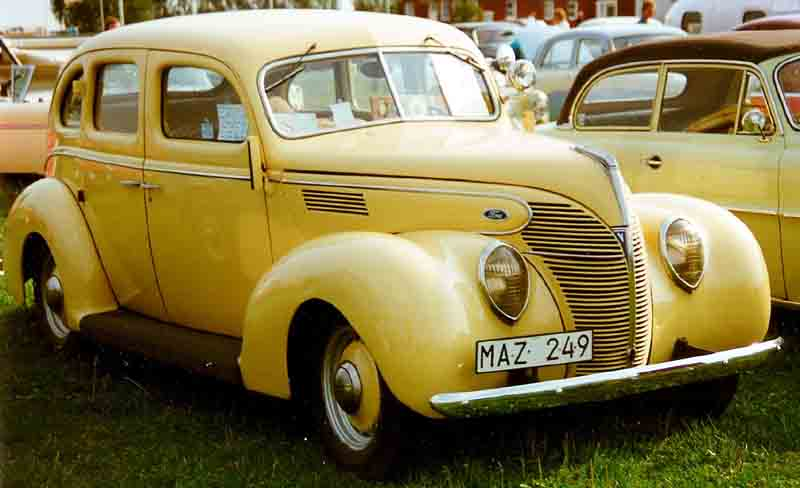
Ford V8 Standard Fordor Modell 92A (1939)

Das Modell 92A Standard basierte stilistisch auf dem leicht überarbeiteten Modell 82A Standard des Vorjahres und wurde in diesem Modelljahr erstmals auch als Kombi („Station Wagon“) angeboten. Bis dahin gab es den Kombi nur in der oberen Modellreihe. Das Modell 91A Deluxe erhielt für 1939 eine neue, wieder etwas kantigere Form, die seine stilistische Verwandtschaft mit dem neuen Mercury deutlich bescheinigte. Die Scheinwerfer hatten nun eine leicht ovale Form. Der Phaeton, das viertürige Cabrio, wurde nicht mehr angeboten.
Der Motor des Modells 91A Deluxe hatte bei gleichbleibendem Hubraum nochmals an Leistung zugelegt und entwickelte nun 90 bhp (66 kW) bei 3.800/min. Die Trommelbremsen, bis dahin mechanisch über Seilzüge betätigt, waren nun mittels einer Lockheed-Anlage hydraulisch betätigt. Die beiden anderen der „Big Three“, Plymouth und Chevrolet, stellten bereits mehrere Jahre vorher auf Hydraulik-Bremsanlagen um – Henry Ford hatte sich dieser Neuerung lange widersetzt.
Im Jahre 1939 entstanden 532.152 Ford-Personenwagen.

### Modelle 01A und 02A (1940)
In diesem Jahr sahen das Modell 01A Deluxe und das Modell 02A Standard äußerlich gleich aus und entsprachen im Wesentlichen dem Deluxe-Modell des Vorjahres. Das viertürige Cabriolet war wieder verschwunden und beide Versionen wurden mit den gleichen Aufbauten angeboten, das Cabriolet war nur als Deluxe erhältlich. Technisch gab es keine Veränderungen.
In diesem Jahr wurden 599.175 Ford-V8–PKW hergestellt. Im Folgejahr wurde der Ford V8 von den Modellen Standard, Deluxe und Super Deluxe abgelöst, die wahlweise mit Reihensechszylindermotor oder V8-Motor verfügbar waren.

## Karosseriebezeichnungen 1932–1937
| Code | Werkbezeichnung    | Bauart                                | Bauart Bemerkungen                                            |
| ---- | ------------------ | ------------------------------------- | ------------------------------------------------------------- |
| 700  | Tudor Sedan        | Coach                                 |                                                               |
| 710  | Roadster           | Roadster                              | Frontscheibe umklappbar; leichtes Verdeck                     |
| 720  | Three Window Coupe | 3-fenstriges Coupé                    | gezählt werden Seiten- und Heckscheibe                        |
| 730  | Fordor Sedan       | Limousine, 4-türig                    |                                                               |
| 740  | Victoria           |                                       |                                                               |
| 740  | Convertible Sedan  | Cabriolet, 4-türig                    | Frontscheibenpfosten fest; gefüttertes Verdeck; Kurbelfenster |
| 750  | Phaeton            | Phaeton                               | Frontscheibe umklappbar; leichtes Verdeck                     |
| 760  | Cabriolet          | Cabriolet, 2-türig                    | Frontscheibenpfosten fest; gefüttertes Verdeck; Kurbelfenster |
| 770  | Five Window Coupe  | 5-fenstriges Coupé                    | gezählt werden Seiten- und Heckscheibe                        |
| 780  | Sedan Delivery     | Lieferwagen, geschlossen, verblecht   | [ Anm. 1 ]                                                    |
| 790  | Station Wagon      | Kombi, 4-türig, Heckklappe horizontal | Holzbauweise („Woody“)                                        |

## Produktion außerhalb der USA

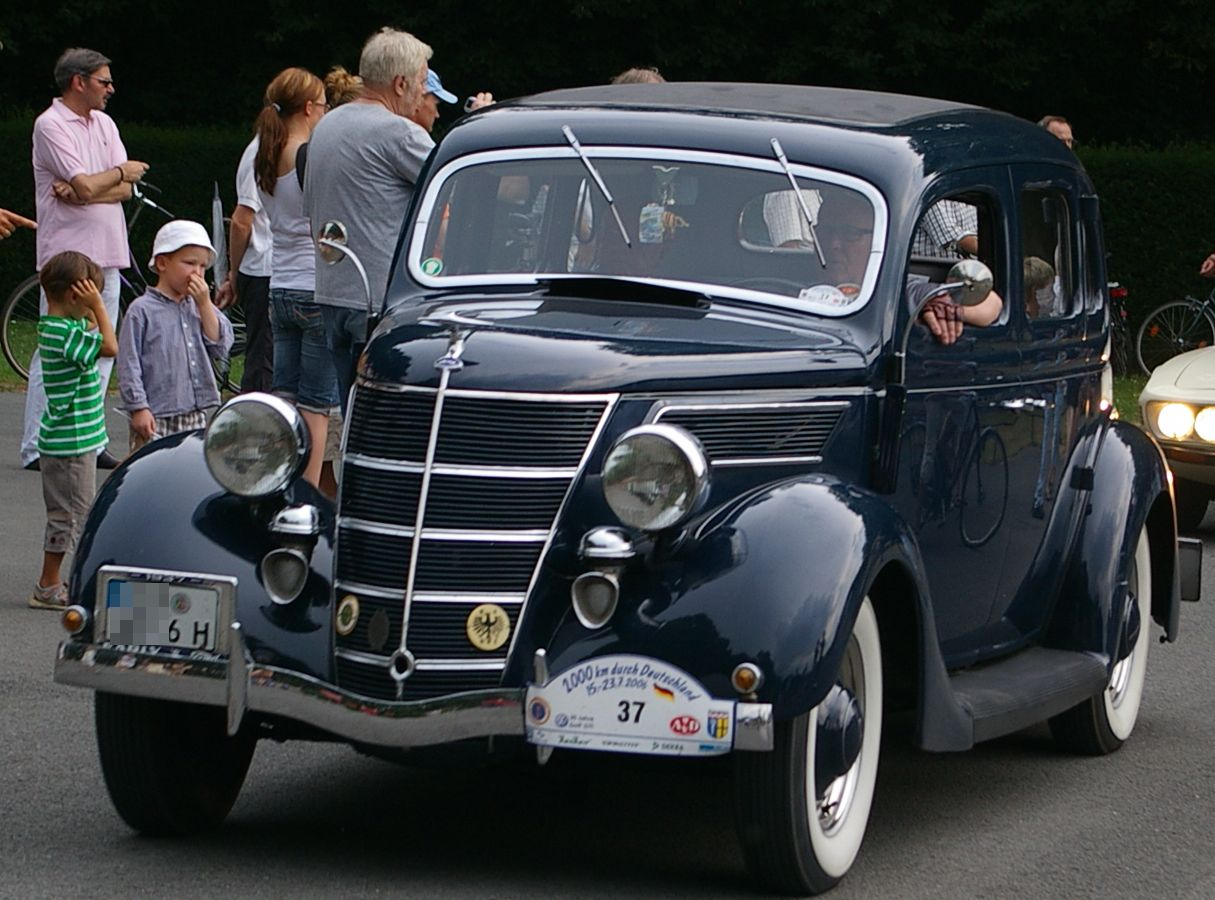
Ford V8 Deluxe Modell 78 aus deutscher Produktion (1937)

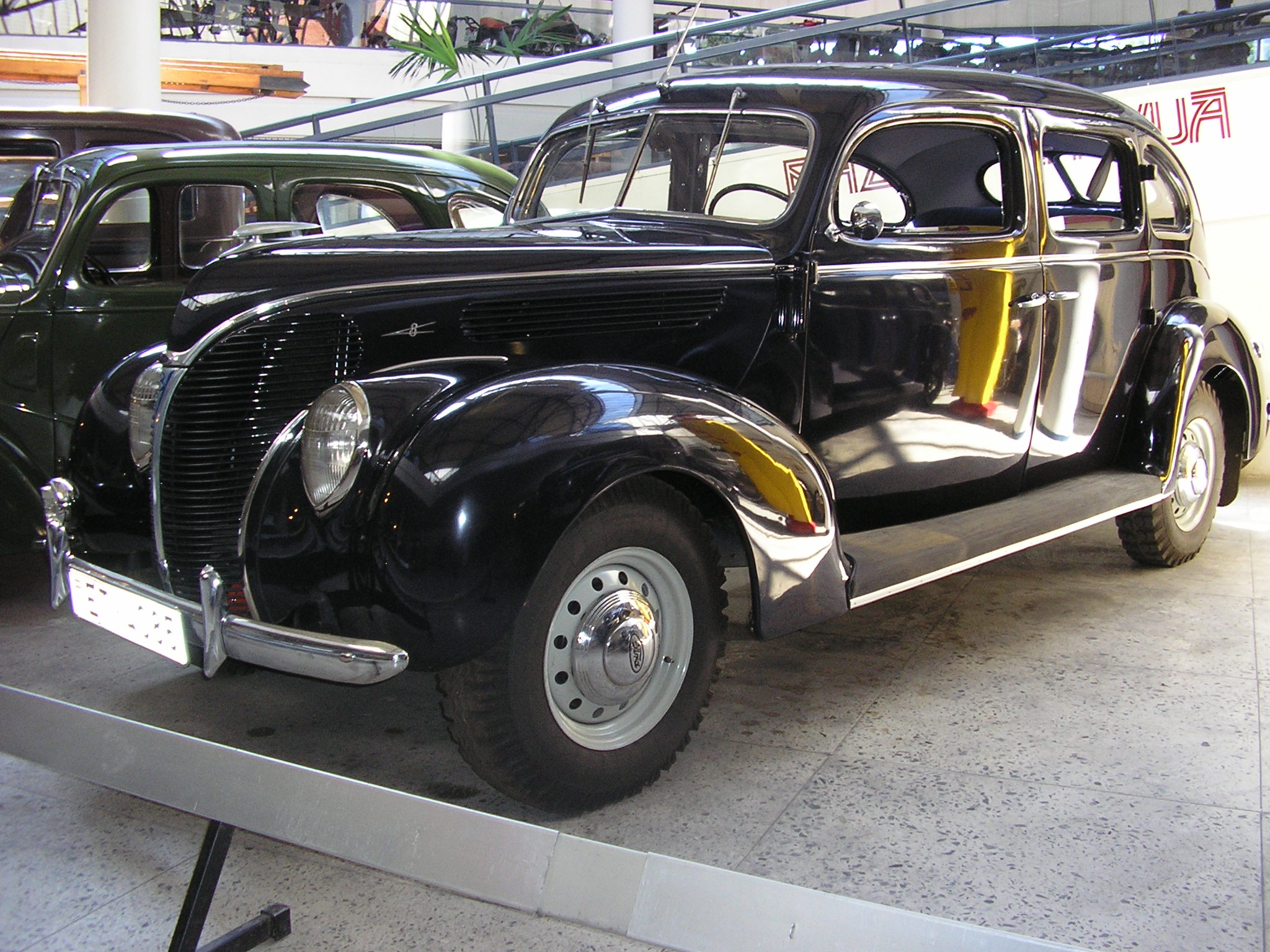
Ford-Vairogs V8 aus lettischer Produktion

Die bei Ford Köln in Deutschland produzierte Version (17.902 Exemplare, mit der typischen Front) bekam eine eigenständige Karosserie, die im Detail von der US-Version abwich.
Zwischen 1935 und 1940 wurden auch in Rumänien / Bukarest ca. 2.500 Autos pro Jahr gebaut. Die Autos wurden in Rumänien, Bulgarien, dem damaligen Jugoslawien und Albanien verkauft.
In den Jahren 1937 und 1938 entstanden auch bei Gräf & Stift in Wien ca. 150 Exemplare unter dem Namen Gräf-Ford V8.
Ab 1938 produzierte Ford-Vairogs in Riga (Lettland) einige hundert V8-Modelle.
Der Ford-V8 wurde in den 1930er bis 1940er Jahren ebenfalls von der Société Française des Automobiles Ford, und Matford gebaut und wurde von und mit Completely Knocked Down vor Ort gebaut. Das Auto wurde im Laufe der Zeit unter verschiedenen Namen vermarktet, zunächst als Matford Alsace V8 von 1935 bis 1937, dann als Matford F81 und F82 von 1938 bis 1939, als die Produktion aufgrund des Zweiten Weltkrieges eingestellt wurde, und nach dem Krieg wurde das Modell als Ford 472 und 472A wieder auf den Markt gebracht. Er wurde von 1946 bis 1948 produziert. Später wurde dieser Motor in der Ford Vedette und dann in der Simca Vedette eingesetzt, bis er schließlich 1969 in der brasilianischen Simca Esplanada zum Einsatz kam.
Zivile Fahrzeuge wurden nach Beginn des Zweiten Weltkrieges in Deutschland requiriert und der militärischen Nutzung zugeführt. Belegt sind Bilder der Modelle V8 78 Cabriolet, V8 78 Limousine, V8 78 Standard, V8 G48 (Pritsche), V8 G81 Limousine und V8 81A bzw. 82A.
Seit 1968 wird der V8 im Auftrag der Ford Motor Company von der kanadischen Timmis Motor Company produziert.

## Sonstiges
Der wohl bekanntesten Besitzer eines Ford V8 war das Gangsterpaar Bonnie und Clyde. Es starb am 23. Mai 1934 in einem Ford V-8-Sedan im Kugelhagel der Polizei.